# Verbascum tschamlibelense
Verbascum tschamlibelense är en flenörtsväxtart som beskrevs av Hub.-mor.. Verbascum tschamlibelense ingår i släktet kungsljus, och familjen flenörtsväxter. Inga underarter finns listade i Catalogue of Life.